# قوس بلعومية ثانية

القوس البلعومية الثانية أو القوس اللامية (أو القوس الخيشومية الثانية) تساعد في تشكيل الجزء الجانبي والأمامي للرقبة.

## المشتقات

### عناصر الهيكل العظمي
- غضروف القوس الثاني
- العظم الركابي
- الناتئ الإبري
- الرباط الإبري اللامي
- القرن الصغير للعظم اللامي.

### العضلات
- عضلات الوجه
- العضلة القذالية الجبهية
- العضلة الجلدية للعنق
- العضلة الإبرية اللامية
- البطن الخلفية ذات البطنين
- العضلة الركابية
- عضلات الأذين

## الإمداد العصبي
عصب الوجه

## صور إضافية

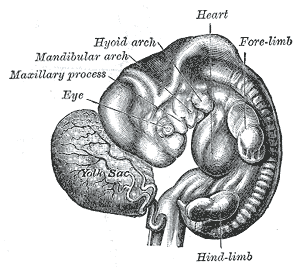
جنين بشري عمره من 31 إلى 34 يومًا

## وصلات خارجية
- plastic/216 في موقع إي ميديسين
- Overview at howard.edu نسخة محفوظة 11 أبريل 2020 على موقع واي باك مشين.
- Second branchial arch: Mnemonic